# Marta Jaskulska
Marta Jaskulska, née le 25 mars 2000 à Biskupiec, est une coureuse cycliste polonaise.

## Biographie

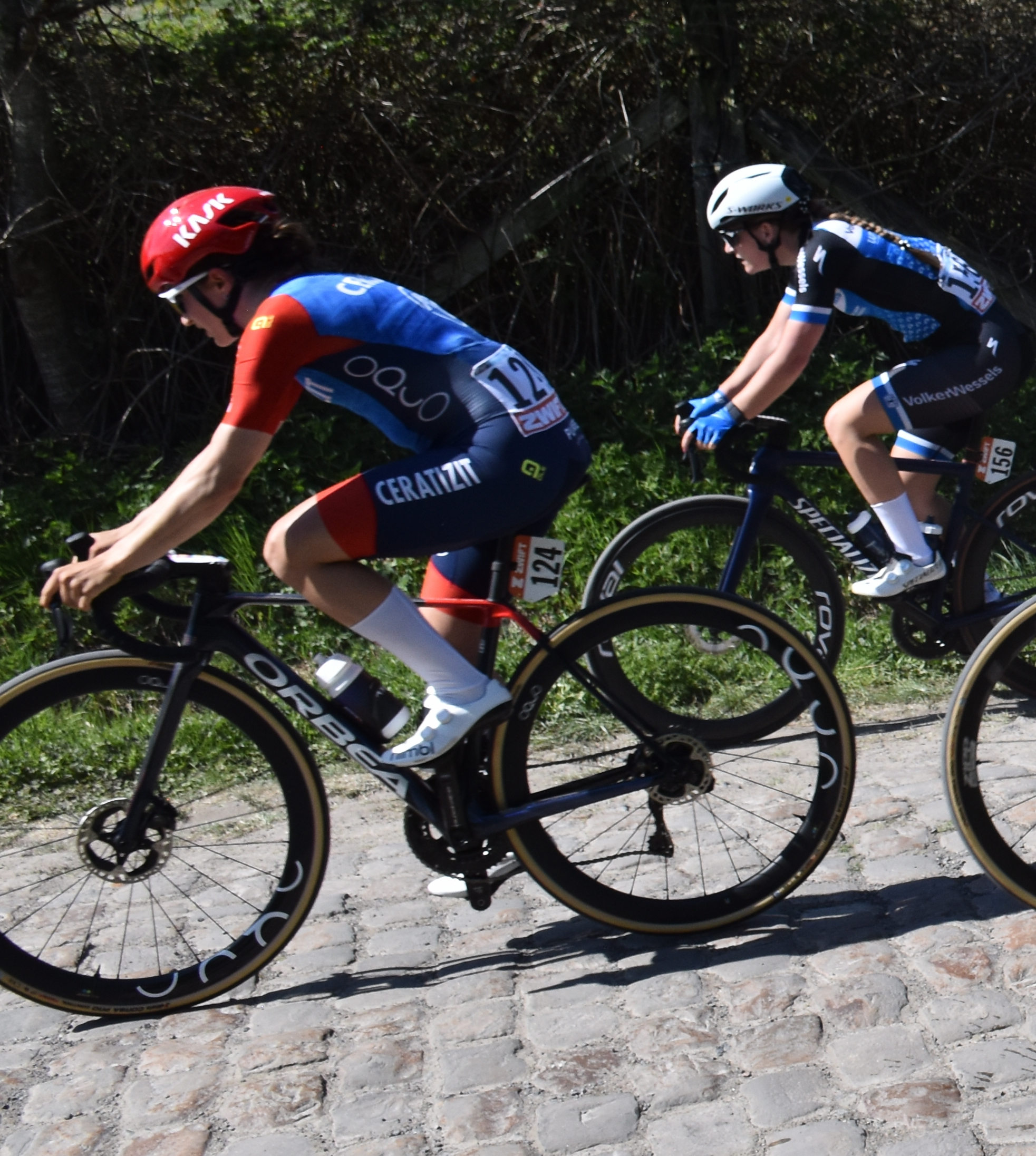
Marta Jaskulska # 124
Paris-Roubaix 2025.

Marta Jaskulska commence le cyclisme à l'âge de 12 ans, initialement entraînée par son oncle. Elle participe à des courses sur piste et sur route pour le club local de Warmia Biskupiec. Elle devient championne de Pologne chez les jeunes en 2016. En 2017, elle déménage à Darłowo et court pour le club de Ziemia Darłowska. En 2017 et 2018, elle domine les championnats polonais juniors (17/18 ans) sur route, en réalisant le doublé course en ligne et contre-la-montre. Elle est également multiple championne nationale sur piste  chez les juniors. Elle devient même championne de Pologne du scratch élites à seulement 17 ans. Au niveau international, elle décroche cinq médailles d'argent et de bronze dans les disciplines d'endurance aux championnats d'Europe et du monde juniors en 2018. En octobre 2018, elle représente la Pologne aux Jeux olympiques de la Jeunesse, terminant 12e de la course sur route et 9e du classement par équipes.
En 2019, elle est sacrée championne de Pologne de poursuite par équipes espoirs (moins de 23 ans). Pour 2020, elle a obtenu son premier contrat professionnel, directement avec une UCI Women's WorldTeam, en l'occurrence CCC-Liv. À partir de ce moment, elle se concentre sur le cyclisme sur route et arrête ses activités sur la piste. En 2020, cependant, elle ne court pratiquement pas en raison de la pandémie de covid-19. Elle parvient quand même à décrocher chez les espoirs (moins de 23 ans), une troisième place aux championnats d'Europe du contre-la-montre.
En 2021, elle réalise pour la première fois une saison complète sur route, y compris une participation au Tour d'Italie féminin. Elle est quatrième du championnat d'Europe du contre-la-montre espoirs et l'année suivante, elle se classe cinquièle du championnat du monde du contre-la-montre espoirs. Dans les courses World Tour, en 2023, elle termine deux fois dans le top 10, chacune dans les premières étapes du Tour de Suisse et du Tour de Scandinavie.
Après la fusion de son équipe avec Jayco AlUla, Jaskulska rejoint l'équipe allemande Ceratizit-WNT en 2024. Après avoir terminé sur le podium aux championnats polonais de contre-la-montre individuel de 2020 à 2023, elle remporte la victoire pour la première fois en 2024.

## Palmarès sur piste

### Championnats du monde
- Aigle 2018
  -  Médaillée d'argent du scratch juniors
  -  Médaillée de bronze de l'omnium juniors

### Championnats d'Europe
- Aigle 2018
  -  Médaillée de bronze de la course aux points juniors
  -  Médaillée de bronze de l'omnium juniors
  -  Médaillée de bronze de l'élimination juniors
- Gand 2019
  - 6e de la poursuite par équipes espoirs (avec Patrycja Lorkowska, Daria Pikulik et Wiktoria Pikulik)

### Championnats nationaux
- 2017
  -  Championne de Pologne du scratch
  - 2e de l'omnium
- 2018
  - 3e de l'omnium
- 2019
  -  Championne de Pologne de poursuite par équipes espoirs (avec Marlena Karwacka, Daria Pikulik et Wiktoria Pikulik)
  - 2e de l'omnium espoirs
  - 3e de l'omnium
- 2020
  - 3e de l'élimination

## Palmarès sur route

### Par années
- 2017

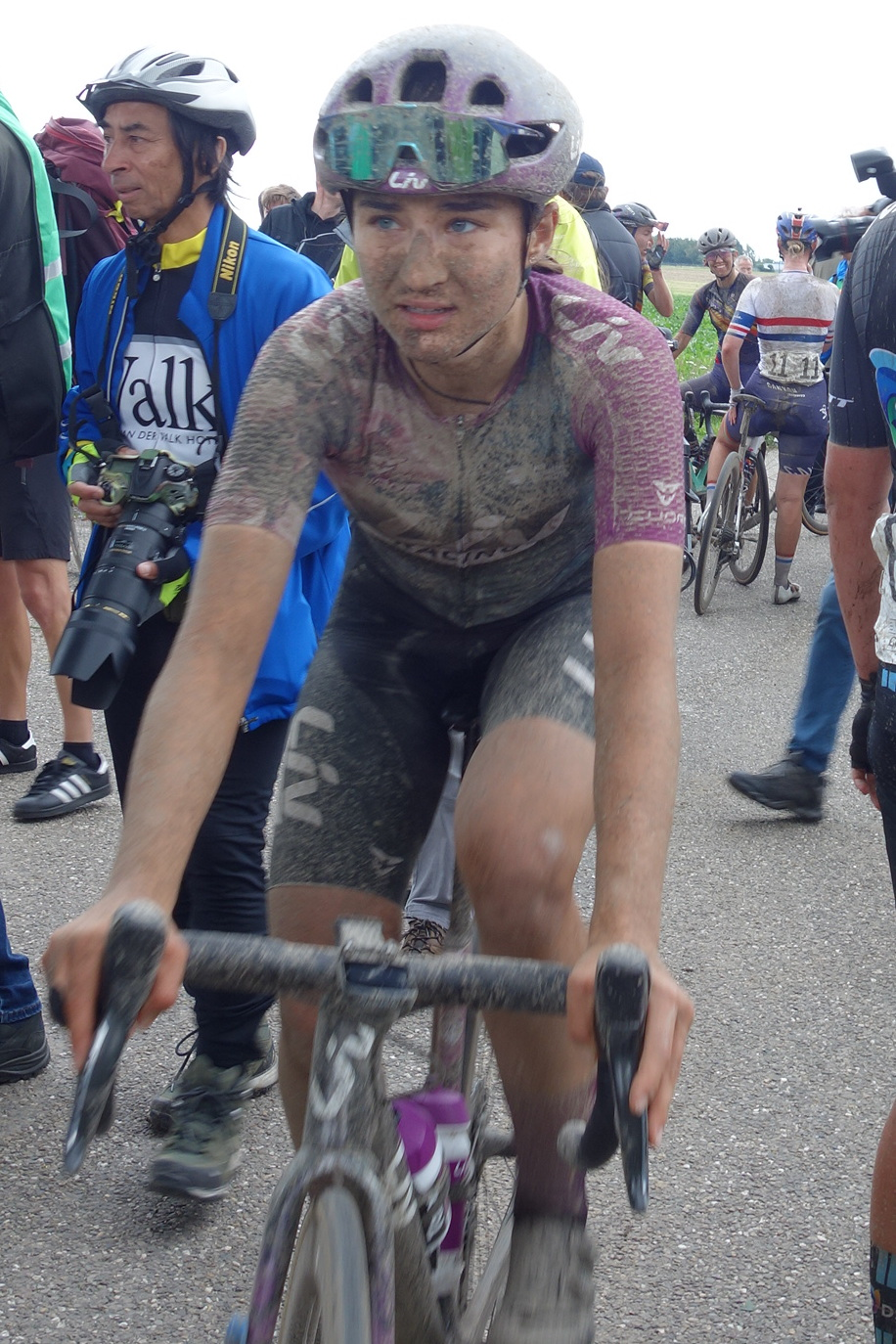
Jaskulska au Simac Ladies Tour 2021.

  -  Championne de Pologne sur route juniors
  -  Championne de Pologne du contre-la-montre juniors
  - 7e du championnat d'Europe du contre-la-montre juniors
- 2018
  -  Championne de Pologne sur route juniors
  -  Championne de Pologne du contre-la-montre juniors
  - 2e du Healthy Ageing Tour juniors
  - 3e du championnats d'Europe du contre-la-montre juniors
  - 9e du championnats du monde du contre-la-montre juniors
- 2020
  - Classement général du Princess Anna Vasa Tour
  - 2e du championnat de Pologne du contre-la-montre
  -  Médaillée de bronze du championnat d'Europe du contre-la-montre espoirs
- 2021
  - 3e du championnat de Pologne du contre-la-montre
  - 4e du championnat d'Europe du contre-la-montre espoirs
- 2022
  - 3e du championnat de Pologne du contre-la-montre
  - 5e du championnat du monde du contre-la-montre espoirs
- 2024
  -  Championne de Pologne du contre-la-montre
  - 2e du Chrono "Roland bouge !"
  - 3e de la Kreiz Breizh Elites Dames
  - 3e du Chrono Gatineau
- 2025
  - 3e du championnat de Pologne du contre-la-montre

### Résultats sur les grands tours

#### Tour d'Italie
4 participations
- 2021 : 81e
- 2023 : 77e
- 2024 : 81e
- 2025 : 82e

### Classements mondiaux
| Année                                 | 2018 | 2019 | 2020 | 2021 | 2022 | 2023 | 2024 |
| ------------------------------------- | ---- | ---- | ---- | ---- | ---- | ---- | ---- |
| Classement UCI                        | 831e | 830e | 240e | 168e | 205e | 171e | 89e  |
| UCI World Tour                        | nc   | nc   | nc   | 107e | 177e | 102e | 214e |
|                                       |      |      |      |      |      |      |      |
| Légende : nc = non classéSource : UCI |      |      |      |      |      |      |      |